# Friedrich von Hartmann

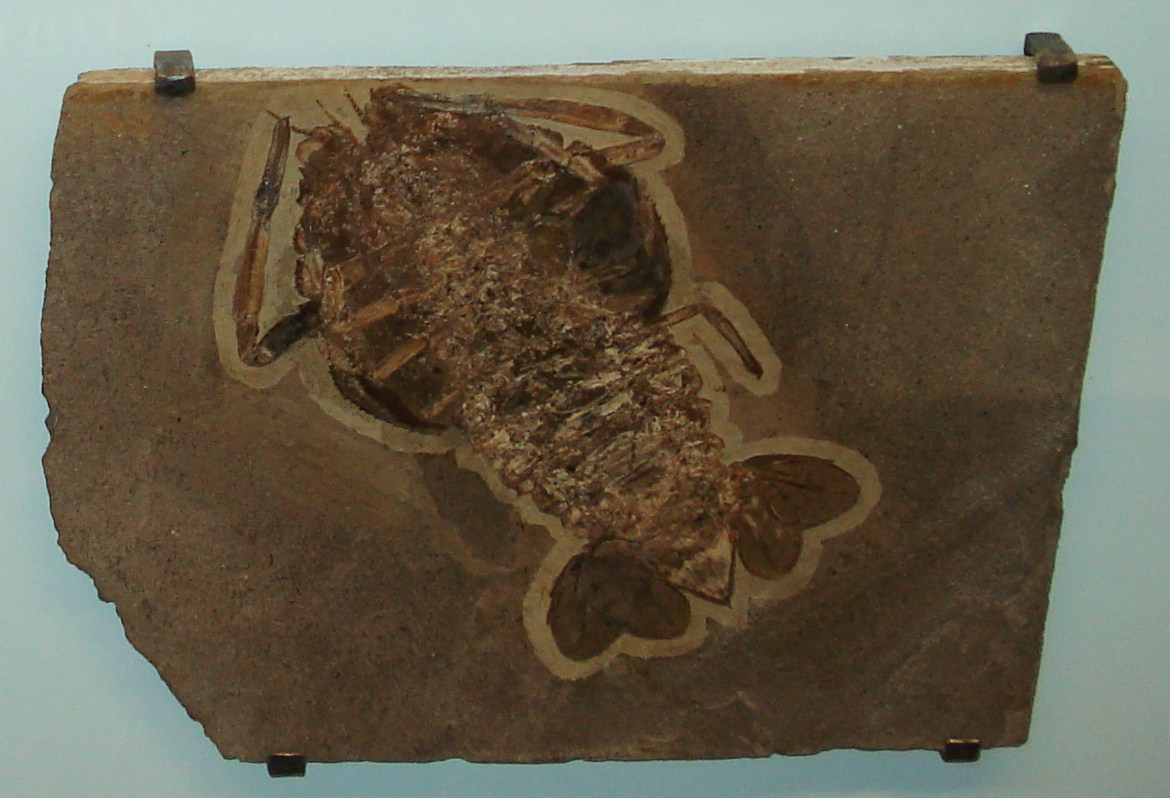
Proeryon hartmanni

Ernst Gustav Friedrich von Hartmann (* 27. November 1767 in Stuttgart; † 11. November 1851 in Göppingen) war ein deutscher Arzt und Naturforscher (Paläontologe).
Er war der Sohn des Hof- und Domänenrats in Stuttgart Johann Georg Hartmann. Er promovierte in Medizin. 1792 ließ er sich als Arzt in Göppingen nieder, wo er Stadt- und Amtsarzt und zuletzt ab 1818 Oberamtsarzt wurde. Er bekämpfte dort eine unter russischen Kriegsgefangenen ausgebrochene Typhus-Epidemie und sorgte für die Errichtung eines Krankenhauses, das 1829 eröffnet wurde.
Er war Fossiliensammler. Die fossile jurassische Steckmuschel Pinna hartmanni VON ZIETEN 1833 und der fossile Krebs (Polychelidae) Proeryon hartmanni (v. MEYER, 1836) sind ihm zu Ehren benannt. Seine Sammlung kam teilweise an das Naturalienkabinett in Stuttgart, weitere Sammlungen verkaufte er in die Universitätssammlungen in Leiden und Tübingen (1846, nach Wolf von Engelhardt und Helmut Hölder aber kaum etwas ist dort erhalten, sondern überwiegend verschollen), nach Haarlem und an das Natural History Museum London. Seine Fossiliensammlung war teilweise die Grundlage des Werks Die Versteinerungen von Württemberg (1830–1834) von Karl Hartwig von Zieten und der Übersicht über die Versteinerungen Württembergs von C. F. Stahl (1824). Auch der Sohn von Hartmann, der spätere Oberamtsarzt in Sulz und Reutlingen Friedrich Hartmann (1806–1890), benutzte die Sammlung als Basis seines Buchs Die Versteinerungen Württembergs mit vorzüglicher Rücksicht der in der Umgebung von Boll sich findenden (Tübingen 1830). Die fossilen Reptilien aus Hartmanns Sammlungen beschrieb Georg Friedrich von Jäger.
Am 25. Juni 1834 wurde er unter der Präsidentschaft von Christian Gottfried Daniel Nees von Esenbeck mit dem akademischen Beinamen Knorrius II. unter der Matrikel-Nr. 1388 als Mitglied in die Kaiserliche Leopoldino-Carolinische Akademie der Naturforscher aufgenommen. 1842 wurde er Ehrenbürger von Göppingen. 
Er war seit 1794 mit Luise Hagmaier verheiratet und hatte eine Schwester und fünf Brüder. Sein Bruder Wilhelm Hartmann (1770–1823) war Oberamtsarzt in Backnang, Botaniker und Entomologe, Ferdinand Hartmann (1774–1842) Historienmaler und Professor in Dresden, Johann Georg August von Hartmann Staatsrat und Präsident der Oberrechnungskammer in Württemberg sowie Ludwig von Hartmann Unternehmer.